# اسماعیلی علیا (جیرفت)
اسماعیلی علیا روستایی در دهستان اسماعیلی بخش اسماعیلی شهرستان جیرفت استان کرمان ایران است.

## جمعیت
بر پایه سرشماری عمومی نفوس و مسکن در سال ۱۳۹۵ جمعیت این مکان ۳۰۳ نفر (۹۳خانوار) بوده‌است.